# Bier Hoi Brewing Company

Biểu trưng của Bier Hoi Brewing Company

Bier Hoi Brewing Company là một công ty rượu bia có trụ sở tại Việt Nam. Công ty chủ yếu sản xuất bia lager để xuất khẩu ra thị trường nước ngoài, đặc biệt là Úc.
Công ty ban đầu là nhà sản xuất bia cho Woolworths Group đóng trong chai 330 mL (4.3% ABV). Hiện công ty là nhà sản xuất nhãn hiệu bia "Tall Boy" đóng trong chai 500 mL (4.5% ABV) cho Coles Group.